# Provincia de Brabante Septentrional
Brabante Septentrional ([ˌnoːrd ˈbraːbɑnt]ⓘ en neerlandés: Noord-Brabant; en brabanzón: Noord-Braobant) o Brabante del Norte es una de las doce provincias que conforman el Reino de los Países Bajos. Al igual que las demás provincias, está gobernada por un comisionado o comisario designado por el monarca y una cámara legislativa elegida mediante sufragio universal. La capital es Bolduque (’s-Hertogenbosch) y las ciudades más grandes son Eindhoven y Tilburgo, ambas con una población de alrededor de 200 000 habitantes. Limita con las provincias de Zelanda, Holanda Meridional, Güeldres y Limburgo y las provincias belgas de Amberes y Limburgo.
Las principales ciudades de Brabante Septentrional (Eindhoven, Tilburgo, Breda, Bolduque y Helmond) forman un área de influencia policéntrica denominada BrabantStad, que cuenta con una población estimada de más de 1 500 000 habitantes y el 20 % de la producción industrial de los Países Bajos.

## Historia
Desde el siglo XVII, el área que constituye la actual provincia de Brabante Septentrional era en gran medida parte del Ducado de Brabante, cuya parte meridional pertenece actualmente a Bélgica. En los siglos XIV y XV, este ducado experimentó su época más dorada, especialmente las ciudades de Lovaina, Amberes (ambas en el Brabante Flamenco, en Bélgica), Breda y Bolduque.
Tras la firma del Tratado de Utrecht en 1579, Brabante se convirtió en un habitual campo de batalla entre la República de los Países Bajos (protestante) y España (católica). Por el Tratado de Westfalia, el Brabante Septentrional pasa a formar parte de los Países Bajos como territorio bajo ley federal, en contraste con el autogobierno del que disfrutaban las provincias fundadoras de la república.
Los múltiples intentos de introducir el protestantismo en la región fueron infructuosos, y todavía hoy esta provincia es mayoritariamente católica. Durante el siglo XVIII, el Brabante Septentrional fue una zona de amortiguamiento militar. En 1796 pasa a denominarse "Brabante Bátavo" dentro de la República Bátava, estado satélite de la Primera República Francesa.
En 1815, Bélgica y los actuales Países Bajos se unen en el Reino Unido de los Países Bajos, y se establece la provincia de Brabante Septentrional para diferenciarlo del Brabante Valón (en la actual Bélgica), que se separó de dicho Reino en 1830. El límite entre Países Bajos y Bélgica no es una línea continua, especialmente en esta zona de Brabante, donde hay numerosos enclaves –e incluso enclaves dentro de enclaves– a ambos lados de la frontera. Se puede ver esta situación especialmente en la localidad de Baarle-Nassau.
El territorio que hoy en día forma la provincia de Brabante Septentrional es resultado de una expansión, por el que absorbió algunas áreas de Holanda, Ravenstein (que perteneció al antiguo Ducado de Cléveris) y otras pequeñas entidades autónomas.

## Política
El Consejo Provincial, encabezado por el comisario del rey (actualmente Ina Adema, designado directamente por el monarca y el gabinete neerlandés), tiene 55 escaños. Este consejo es elegido directamente por sufragio universal. Su composición, en 2019, es la siguiente:
- VVD (liberalismo conservador): 10
- FVD (nacionalismo, liberalismo clásico): 9
- CDA (democristianos): 8
- D66 (progresismo, social-liberal): 5
- GroenLinks (izquierda, ecologismo): 5
- SP (izquierdas, socialismo): 5
- PVV (populismo de derecha): 4
- PvdA (socialdemocracia, laborismo): 3
- 50+ (ancianos, centrismo): 2
- PvdD (ecologismo, derechos de los animales): 2
- CU-SGP (cristianismo): 1
- Lokaal Brabant (partido local): 1

## Municipios
Brabante Septentrional está dividida actualmente en 62 municipios. El número de entidades municipales se ha reducido considerablemente en los últimos años; antiguamente casi toda entidad de población era un municipio, mientras que actualmente se unen en entidades más grandes:
| - Alphen-Chaam - Altena - Asten - Baarle-Nassau - Bergeijk - Bergen op Zoom - Bernheze - Best - Bladel - Boekel - Bolduque ('s-Hertogenbosch) - Boxmeer - Boxtel | - Breda - Cranendonck - Cuijk - Deurne - Dongen - Drimmelen - Eersel - Eindhoven - Etten-Leur - Geertruidenberg - Geldrop-Mierlo - Gemert-Bakel - Gilze en Rijen | - Goirle - Grave - Haaren - Halderberge - Heeze-Leende - Helmond - Heusden - Hilvarenbeek - Laarbeek - Landerd - Loon op Zand - Meierijstad | - Mill en Sint Hubert - Moerdijk - Nuenen, Gerwen en Nederwetten - Oirschot - Oisterwijk - Oosterhout - Oss - Reusel-De Mierden - Roosendaal - Rucphen - Sint Anthonis - Sint-Michielsgestel | - Someren - Son en Breugel - Steenbergen - Tilburgo (Tilburg) - Uden - Valkenswaard - Veldhoven - Vught - Waalre - Waalwijk - Woensdrecht - Zundert |

## Geografía

### Geografía física
El Brabante Septentrional está situado en el sur de los Países Bajos en un territorio que, al igual que la mayor parte del país, es eminentemente llano, si bien casi todo su territorio se encuentra sobre el nivel del mar, y por tanto no hay tantos canales.
Primero el río Mosa y después el Waal son el límite físico de Brabante del Norte con Güeldres y Holanda Meridional, respectivamente. El río Mosa se adentra en el área del parque nacional de Biesbosch, uno de los mayores de los Países Bajos y una de las últimas áreas de agua dulce afectadas por la marea en el continente europeo, para comenzar un gran delta que culmina en el Puerto de Rótterdam. La zona más occidental forma parte de la desembocadura del Escalda.
En los valles fluviales el terreno es arcilloso; en el noroeste hay zonas de turberas. Antiguamente existían grandes áreas de páramos y arenas movedizas, pero en la actualidad están cultivados o reforestados.

### Geografía humana
Su población a septiembre de 2011 ascendía a casi 2,5 millones de habitantes. Siendo su superficie de 5081,76 km² (de los cuales más de 165 km² son agua), la densidad de población es ligeramente superior a los 500 hab/km², superior a la media neerlandesa. Esta población está articulada en torno a las principales ciudades, teniendo el resto de la provincia un carácter rural.
Tres de los diez municipios más poblados de Países Bajos se encuentran en esta provincia: Eindhoven, Tilburg (ambos con más de 200 000 habitantes, en quinto y sexto lugar respectivamente) y Breda. Bolduque también supera los 100 000 habitantes. Otras ciudades por encima de los 50 000 son Helmond, Roosendaal, Oss, Bergen op Zoom y Oosterhout. Esto hace que se considere a BrabantStad como un área metropolitana policéntrica, que supera los 1,5 millones de habitantes.
El plan regional de 2002 designó cinco áreas regionales, destacando Eindhoven con más de 725 000 habitantes, seguida de Breda-Tilburg, que suman 530 000.

## Cultura

### Idioma y tradiciones
En Brabante Meridional se habla neerlandés con unas características particulares de entonación similares al neerlandés flamenco (hablado en Bélgica) y con una fuerte influencia del dialecto propio, el brabanzón. Este dialecto es hablado en áreas rurales y en pequeñas ciudades, y no es reconocido como idioma, por lo que no se encuentra bajo ninguna figura de protección.
El carnaval es una tradición con mucho arraigo en la provincia. El más conocido es el Oeteldonk en Bolduque.

### Religión
Desde principios del siglo XX, y muy especialmente tras la Primera Guerra Mundial se desarrolló la llamada Het Rijke Roomse Leven (la rica vida romana), término que hace referencia a una época de florecimiento de la Iglesia católica, que formaba parte de la identidad de la región. Poco a poco esta situación ha ido cambiando si bien la religión católica continúa siendo predominante, más en el este (diócesis de Bolduque) que en el oeste (diócesis de Breda).
En 2011, en Brabante Septentrional había un 51 % de católicos, un 9 % de protestantes y un 8,5 % de musulmanes.